# Idiolophorhynchus andriashevi
Idiolophorhynchus andriashevi es una especie de pez de la familia Macrouridae en el orden de los Gadiformes.

## Hábitat
Es un pez de aguas profundas que vive entre 1190-2350 m de profundidad.

## Distribución geográfica
Se encuentra en Australia Meridional, Australia Occidental y Nueva Zelanda.